# 日本の合唱作品100選
日本の合唱作品100選（にほんのがっしょうさくひんひゃくせん　100 Japanese Choral Masterpieces）は、社団法人全日本合唱連盟附属合唱センター（全日本合唱センター）が1993年（平成5年）に発表した、100曲の合唱作品。「関屋晋令夫人を偲んで」という副題がつけられており、英題の正式名称は 100 Japanese Choral Masterpieces to the memory of Mrs. Sekiya となる。同連盟の会報『ハーモニー』86号（1993年秋号）にて発表された。

## 経緯
この企画は、合唱指揮者であり全日本合唱連盟の副理事長を務めていた関屋晋の妻が、1992年（平成4年）の春に亡くなったことをきっかけに始まった。関屋から全日本合唱センターに100万円が寄付され、その際「日本の合唱の発展を祈念」していた彼女の意志を生かすようにとの願いが託されたという。センター側はこれに応えて、「日本の代表的な合唱作品」を選びその楽譜をベルギーの世界合唱センターに寄贈することを考えた。世界合唱センターがまだ発足まもない頃であり、特に日本の合唱作品資料がほとんどなかったことが背景にある。
全日本合唱連盟理事長佐藤陽三（合唱指揮者）、全日本合唱センター館長皆川達夫および関屋の3人を中心に、全日本合唱連盟の理事やその他合唱連盟関係者、田中信昭（合唱指揮者）、長谷川冴子（合唱指揮者）など外部の人間の意見も加えて選び出されたのが、後で紹介する100曲である。選定にあたって、皆川たちは「一人の作曲家、ひとつのスタイルに偏することなく、多様な様相をとりながら発展しつづけている日本の合唱界の全容が把握できるように心がけ」たという。リストの中にはもともと合唱曲ではない作品（独唱曲からの編曲）がいくつか含まれている。「先人たちの名前と業績を残したい」ということでとりあげられているが、「椰子の実」（大中寅二）や「浜辺の歌」（成田為三）については、作曲家本人による合唱編曲もありながら他人によるものが選ばれている。「合唱のためのコンポジション」（間宮芳生）のようなシリーズものは1つとして数えられている。
1993年8月にバンクーバーで行われた世界合唱連合（国際合唱連合。世界合唱センターはこの組織によって運営されている）の総会の際、皆川が100曲の目録を提示した。その後、日本の合唱曲の楽譜においては歌詞のローマ字表記や外国語訳が整備されていないことが多いため、外部の人間に翻訳を依頼。100曲が世界合唱センターへ贈られたのは7年後の2000年（平成12年）9月である。
2019年、「JCDA合唱の祭典2019 第20回北とぴあ合唱フェスティバル」の中で、「改めて古典を。～『日本の合唱作品100選』（1993）より～」と題したコンサートが開催され、100選の中から14作品が歌われた。

## 一覧
順番は全日本合唱センターが発表したものを踏襲。作曲家の名前をローマ字にしたうえで、アルファベット順に並べている。元のリストには左に作曲家名（漢字表記、ローマ字表記）、右に作品名（原題、ローマ字表記、一部について外国語［おもに英］題）が掲載されている。ここではローマ字表記は割愛し、かわりに作詞/作詩者名を付した。外国語題は楽譜やCDなどに表示されているものと異なる可能性があるが、ここではセンター発表のものに従った。
| No. | 曲名（外国語題）                                                                          | 作曲者     | 作詞/作詩者                                    |
| --- | ----------------------------------------------------------------------------------------- | ---------- | ---------------------------------------------- |
| 1   | お天道様・ねこ・プラタナス・ぼく                                                          | 芥川也寸志 | ナジム・ヒクメット原詩、中本信幸・服部伸六共訳 |
| 2   | マザーグースのうた                                                                        | 青島広志   | 谷川俊太郎訳                                   |
| 3   | 子供の十字軍                                                                              | 青島広志   | ベルトルト・ブレヒト詩、長谷川四郎訳           |
| 4   | 落葉松                                                                                    | 別宮貞雄   | 北原白秋                                       |
| 5   | 岬の墓                                                                                    | 團伊玖磨   | 堀田善衛                                       |
| 6   | 筑後川                                                                                    | 團伊玖磨   | 丸山豊                                         |
| 7   | 空・道・河                                                                                | 福井文彦   | 江間章子                                       |
| 8   | 南島歌遊び (Songs of Southern Islands)                                                    | 福島雄次郎 |                                                |
| 9   | 愛の園（アウトサイダー） (The Garden of Love)                                             | 八村義夫   | ウィリアム・ブレイク                           |
| 10  | 光る砂漠                                                                                  | 萩原英彦   | 矢沢宰                                         |
| 11  | 抒情三章                                                                                  | 萩原英彦   | 三好達治・中原中也・立原道造                   |
| 12  | 川                                                                                        | 橋本国彦   | 千家元麿                                       |
| 13  | 原爆小景 (Little Landscapes of Hiroshima)                                                 | 林光       | 原民喜                                         |
| 14  | 蹄鉄屋の歌                                                                                | 林光       | 小熊秀雄                                       |
| 15  | ひとつの朝                                                                                | 平吉毅州   | 片岡輝                                         |
| 16  | 海鳥の詩                                                                                  | 廣瀬量平   | 更科源蔵                                       |
| 17  | ヒロシマ・レクイエム                                                                      | 細川俊夫   |                                                |
| 18  | ヴォイス・フィールド                                                                      | 一柳慧     | 谷川俊太郎                                     |
| 19  | 子供の十字軍                                                                              | 一柳慧     | ベルトルト・ブレヒト詩、長谷川四郎訳           |
| 20  | 六つの子守歌                                                                              | 池辺晋一郎 | 別役実                                         |
| 21  | 東洋民謡集 (The Folksongs of Orient)                                                      | 池辺晋一郎 |                                                |
| 22  | 戀の重荷                                                                                  | 池内友次郎 |                                                |
| 23  | 枯木と太陽の歌 (Song of a Withered Tree and the Sun)                                      | 石井歓     | 中田浩一郎                                     |
| 24  | 風紋                                                                                      | 石井歓     | 岩谷時子                                       |
| 25  | 花之伝言                                                                                  | 石井歓     | 中村千栄子                                     |
| 26  | もりのうた (Lied des Waldes)                                                              | 石井眞木   | 木島始                                         |
| 27  | 月光によせる奇想曲                                                                        | 石桁真礼生 | 冬木京介                                       |
| 28  | 遙かな友に                                                                                | 磯部俶     | 磯部俶                                         |
| 29  | 方舟                                                                                      | 木下牧子   | 大岡信                                         |
| 30  | ファンタジア                                                                              | 木下牧子   | 木島始                                         |
| 31  | 冬のもてこし春だから                                                                      | 清瀬保二   | 三好達治                                       |
| 32  | 蛇祭り行進                                                                                | 清瀬保二   | 草野心平                                       |
| 33  | 落葉松                                                                                    | 小林秀雄   | 野上彰                                         |
| 34  | 九州民謡によるコンポジション (3 Compositions on Folk Songs of Kyûshû)                     | 小林秀雄   |                                                |
| 35  | 信濃の秋                                                                                  | 小山章三   | 勝承夫                                         |
| 36  | 五つのピエタ                                                                              | 間宮芳生   | 大久保景造                                     |
| 37  | 日本民謡による12のインヴェンション (12 Inventions for Chorus from Japanese Folk-Melodies) | 間宮芳生   |                                                |
| 38  | 合唱のためのコンポジション                                                                | 間宮芳生   |                                                |
| 39  | 暁の讃歌 (Hymn to Aurora)                                                                 | 松村禎三   | リグ・ヴェーダより（林貫一訳）                 |
| 40  | レクイエム                                                                                | 三木稔     |                                                |
| 41  | 阿波                                                                                      | 三木稔     |                                                |
| 42  | 月下の一群                                                                                | 南弘明     | 堀口大學訳                                     |
| 43  | 日曜日～ひとりぼっちの祈り～                                                              | 南安雄     | 蓬萊泰三                                       |
| 44  | 五つの童画 (Five Pictures for Children)                                                   | 三善晃     | 高田敏子                                       |
| 45  | クレーの絵本                                                                              | 三善晃     | 谷川俊太郎                                     |
| 46  | 三つの抒情                                                                                | 三善晃     | 立原道造・中原中也                             |
| 47  | オデコのこいつ                                                                            | 三善晃     | 蓬莱泰三                                       |
| 48  | 交聲詩 海                                                                                 | 三善晃     | 宗左近                                         |
| 49  | 小さなホメロスたち                                                                        | 水野修孝   | 片岡輝                                         |
| 50  | 蝶                                                                                        | 中田喜直   | 伊藤海彦                                       |
| 51  | 女声合唱曲集 I (Female Chorus Album I)                                                    | 中田喜直   |                                                |
| 52  | 美しい訣れの朝                                                                            | 中田喜直   | 阪田寛夫                                       |
| 53  | 浜辺の歌（林光 編曲）                                                                     | 成田為三   | 林古渓                                         |
| 54  | 花に寄せて                                                                                | 新実徳英   | 星野富弘                                       |
| 55  | をとこ・をんな                                                                            | 新実徳英   | 吉原幸子                                       |
| 56  | ことばあそびうた                                                                          | 新実徳英   | 谷川俊太郎                                     |
| 57  | 秘密の花                                                                                  | 西村朗     | 大手拓次                                       |
| 58  | まぼろしの薔薇                                                                            | 西村朗     | 大手拓次                                       |
| 59  | いろはうた                                                                                | 信時潔     |                                                |
| 60  | 沙羅                                                                                      | 信時潔     | 清水重道                                       |
| 61  | 有明の海                                                                                  | 野田暉行   | 川崎洋                                         |
| 62  | 風に寄せて                                                                                | 尾形敏幸   | 立原道造                                       |
| 63  | 季節へのまなざし                                                                          | 荻久保和明 | 伊藤海彦                                       |
| 64  | 東北地方のわらべうたによる九つの無伴奏女声合唱曲                                          | 小倉朗     |                                                |
| 65  | 人間をかえせ (Tack back the Human)                                                        | 大木正夫   | 峠三吉                                         |
| 66  | わたしの動物園                                                                            | 大中恩     | 阪田寛夫                                       |
| 67  | 愛の風船                                                                                  | 大中恩     | 中村千栄子                                     |
| 68  | 椰子の実（増田順平 編曲）                                                                 | 大中寅二   | 島崎藤村                                       |
| 69  | 川よ とわに美しく                                                                         | 三枝成章   | 米田栄作                                       |
| 70  | 蔵王                                                                                      | 佐藤眞     | 尾崎左永子                                     |
| 71  | 土の歌                                                                                    | 佐藤眞     | 大木惇夫                                       |
| 72  | 追分節考                                                                                  | 柴田南雄   |                                                |
| 73  | 宇宙について (Cosmology)                                                                  | 柴田南雄   |                                                |
| 74  | 女声合唱と箏のための「秋来ぬと」                                                          | 柴田南雄   | 「梁塵秘抄」より                               |
| 75  | 優しき歌・第二                                                                            | 柴田南雄   | 立原道造                                       |
| 76  | 月光とピエロ                                                                              | 清水脩     | 堀口大學                                       |
| 77  | 智恵子抄巻末のうた六首                                                                    | 清水脩     | 高村光太郎                                     |
| 78  | アイヌのウポポ                                                                            | 清水脩     |                                                |
| 79  | 田植草子より                                                                              | 末吉保雄   |                                                |
| 80  | 白い世界                                                                                  | 助川敏弥   | 永井浩                                         |
| 81  | 柳河風俗詩                                                                                | 多田武彦   | 北原白秋                                       |
| 82  | 富士山                                                                                    | 多田武彦   | 草野心平                                       |
| 83  | 道行                                                                                      | 高橋悠治   | 近松門左衛門                                   |
| 84  | 回風歌                                                                                    | 高橋悠治   | 木島始                                         |
| 85  | あなたが歌えと命じる時に (When Thou Commandest Me to sing)                                | 高嶋みどり | ラビンドラナート・タゴール原詩、山室静訳       |
| 86  | 青いメッセージ                                                                            | 高嶋みどり | 草野心平                                       |
| 87  | 水のいのち                                                                                | 高田三郎   | 高野喜久雄                                     |
| 88  | 心の四季                                                                                  | 高田三郎   | 吉野弘                                         |
| 89  | イザヤの預言                                                                              | 高田三郎   |                                                |
| 90  | 雅楽の旋法による聖母賛歌 (Cantus Mariales Japonici)                                       | 高田三郎   |                                                |
| 91  | 混声合唱のための「うた」 (Songs)                                                          | 武満徹     |                                                |
| 92  | 風の馬 (Wind Horse)                                                                       | 武満徹     | 秋山邦晴                                       |
| 93  | 芝生 (Grass)                                                                              | 武満徹     | 谷川俊太郎原詩、W・S・マーヴィン英訳           |
| 94  | 荒城の月（林光 編曲）                                                                     | 瀧廉太郎   | 土井晩翠                                       |
| 95  | 四季 津軽の音素材による混声合唱                                                           | 田中利光   | 三浦哲郎                                       |
| 96  | 赤とんぼ（篠原眞 編曲）                                                                   | 山田耕筰   | 三木露風                                       |
| 97  | 問い (Questions)                                                                          | 湯浅譲二   | 谷川俊太郎                                     |
| 98  | 芭蕉の俳句によるプロジェクション                                                          | 湯浅譲二   | 松尾芭蕉                                       |
| 99  | コタンの歌                                                                                | 湯山昭     | 和田徹三                                       |
| 100 | ゆうやけの歌                                                                              | 湯山昭     | 川崎洋                                         |